# Урдхвабагу
Урдхвабагу — (санскр. urdhvabâhu = держащий руку вверх) — у индусов особый класс нищих-факиров, принадлежащих обыкновенно к секте шиваитов и подвергающих себя особого рода аскетическим упражнениям, давшим им их название. 
Урдхвабаху становятся неподвижно, подняв одну или обе руки кверху, пока сухожилья не стянет судорога и положение тела не закоченеет, или держат кулак сжатым до тех пор, пока ногти не прорастут насквозь между костями пясти. 
Постоянного крова они не имеют и существуют одной милостыней; некоторые ходят  совсем обнажёнными, несмотря на борьбу английской администрации с этим обычаем; другие носят род грубого покрывала, окрашенного охрой. Они изображают обыкновенно на себе знаки шиваитской секты и заплетают свои волосы так, чтобы они свешивались со лба, в подражание их Богу Шиве.